# Acarodynerus drewsenianus
Acarodynerus drewsenianus är en stekelart som beskrevs av Giordani Soika 1961. Acarodynerus drewsenianus ingår i släktet Acarodynerus och familjen Eumenidae. Inga underarter finns listade i Catalogue of Life.